# Droga wojewódzka nr 362
Droga wojewódzka nr 362 (DW362) – dawna droga wojewódzka klasy Z o długości 22 km, łącząca Kąty Wrocławskie z Wrocławiem. Na całej długości straciła kategorię drogi wojewódzkiej, zaś miejski odcinek we Wrocławiu częściowo uległ przeklasyfikowaniu na drogę gminną.

## Miejscowości dawniej leżące przy trasie DW362
- Kąty Wrocławskie
- Wszemiłowice
- Stoszyce
- Romnów
- Skałka
- Wrocław
  - Jerzmanowo
  - Żerniki
  - Kuźniki